# Dünentod – Falsches Spiel
Dünentod – Falsches Spiel ist die vierte Folge aus der Krimi-Reihe Dünentod – Ein Nordsee-Krimi von Dominic Müller aus dem Jahr 2024. Er basierend auf dem Roman Dünensturm von Sven Koch. Die Hauptrollen spielen Hendrik Duryn und Pia Micaela Barucki. Die Erstausstrahlung erfolgte am 30. Januar 2024 bei RTL unter dem Label Tödlicher Dienstag.

## Handlung
Auf einer Landstraße wird ein LKW wird bei voller Fahrt, vom Fahrer unbemerkt, ausgeraubt. Als plötzlich ein Schaf mitten auf der Landstraße auftaucht, kommt es zu einer Katastrophe. Der Fahrer des Lastwagens, der gerade in dem Moment abgelenkt ist, kann nicht mehr rechtzeitig reagieren. Am Ende sind sie alle tot: der Fahrer, das Schaf und die beiden Leute, die dabei waren, den Lastwagen auszurauben. Der Besitzer des Schafs erscheint sogleich am Unfallort und verständigt anonym die Polizei. Als er unter der verunglückten Ladung ein Päckchen Diamanten entdeckt, steckt er es heimlich ein und verschwindet.
Tjark Wolf und Femke Folkmer werden zum Unfallort gerufen und stehen zunächst vor einem Rätsel, doch die Beamtin Rena Fehmerling der Autobahnpolizei kann ihnen schnell erklären, dass hier offensichtlich ein missglückter Truck Robbery vorliegt. In der jüngsten Vergangenheit gab es bereits einige solcher rätselhafter Raubüberfälle und ihre Vorgängerin Nele Grimm sei wegen ihres jahrelangen Misserfolgs sogar suspendiert worden. Dass diesmal unter der Fracht Diamanten geschmuggelt wurden, wussten die Räuber vermutlich nicht und zunächst auch nicht die ermittelnden Beamten. Doch schon bald haben sie einen ersten Verdacht, da der LKW-Fahrer zuletzt in Amsterdam nur einen einzigen Gaming-Computer abzuholen hatte, was sehr ungewöhnlich erscheint. Nachforschungen in der Speditionsfirma von Bogdan Popescu erweisen sich jedoch als schwierig.
Derweil versucht der Schäfer, seinen Diamantenfund zu Geld zu machen, aber das stellt sich als schwieriger heraus als erwartet. Zudem macht er mit seinen Recherchen Harald Blanke auf sich aufmerksam, der die Steine unbedingt zurückhaben will. Aufgrund des bei dem Unfall zu Tode gekommenen Schafes gelingt es Wolf, den Besitzer ausfindig zu machen. Der leugnet jedoch, ein Tier zu vermissen. Auch die Frau des Schäfers zeigt sich wenig kooperativ, sodass sich Wolf unverrichteter Dinge zu seinem Auto begibt. Währenddessen erscheint Blanke und erwirkt unter Waffengewalt die Herausgabe des Diebesgutes. Als Wolf klar wird, dass hier irgendetwas nicht stimmt und noch einmal zurückkommt, findet er die Eheleute niedergeschossen in ihrem Haus.
Femke Folkmer ist sich sicher, eine Spur zu den Mitgliedern der „Truck Robbery“ bei der Speditionsfirma zu finden. Als sie sich mit Wolf dort näher umsehen will, eskaliert die Situation. Aber ehe es zu einer Schießerei kommt, kann der Speditionsbetreiber Bogdan Popescu festgenommen werden. Im Lager der Spedition findet sich massenhaft Diebesgut, Hehlerware und sogar Giftmüll, da sich auch mit illegalen Transporten viel Geld verdienen lässt. Bei der Vernehmung gibt Popescu zu, einem Netzwerk anzugehören und er telefonisch stets Informationen bekommen habe, wo sich Raubzüge lohnten. Für den brutalen Mord an dem Schäferehepaar halten die Ermittler ihn jedoch nicht für fähig. Die Überprüfung der Speditionsunterlagen ergeben, dass alle Transporte, die sich Popescu genehmigen lassen musste, stets die gleiche Abteilung der Bundesbehörde des B.F.L.M. unter Referatsleiter Harald Blanke genehmigt hatte. Der Mann wird sofort zur Fahndung ausgeschrieben, doch wurde er inzwischen selbst zum Ziel eines Anschlages. Kopf des Netzwerks ist die ehemalige Polizeibeamtin Nele Grimm, der die Diamanten eigentlich gehören und um die sie Blanke betrügen wollte. Sie hatte die Ladung in Amsterdam geordert und Blanke hatte über Popescu den Raub organisiert. Den Ermittlern gelingt es, die flüchtige Grimm auf einem kleinen Flugplatz zu stellen, ehe sie das Land verlassen kann. Harald Blanke überlebt und ist bereit, gegen Nele Grimm auszusagen.

## Hintergrund
Die Dreharbeiten zu Falsches Spiel erfolgten vom 27. Juni bis zum 21. August 2023 in Ostfriesland sowie in Berlin. Der Film basiert auf dem Kriminalroman Dünenfeuer von Sven Koch, was auch als Arbeitstitel für die Dreharbeiten benutzt wurde.

## Kritik
Tilmann P. Gangloff schrieb für Tittelbach.tv: „Nach einem raffinierten, tragisch missglückten Raubüberfall auf einen LKW stößt das Duo von der Kripo Wilhelmshaven auf ein kriminelles Netzwerk, dessen Köpfe in den Behörden sitzen. Die Geschichte ist komplexer als zuletzt; auch beim Ensemble gibt es diesmal keine Schwächen. Drehbuch und Umsetzung erfreuen zudem durch originelle Momente und spielen geschickt mit den Erwartungen. Neben der erneut sorgfältigen Bildgestaltung und einem guten Schnitt zeichnet sich ‚Falsches Spiel‘ (RTL / MadeFor) zudem durch eine effektivere Dramaturgie aus.“
Oliver Armknecht von film-rezensionen.de meinte, im Film „geht rasant und irgendwie absurd los, auch später wird es zum Teil sehr irrsinnig. Zeitweise macht das durchaus Spaß. Später wird es aber einfach zu viel, der Kriminalfall um Räuber, ein Schaf und Diamanten ist inhaltlich wie inszenatorisch gnadenlos überzogen.“ „ärgerlich, dass in ‚Dünentod – Ein Nordsee-Krimi: Falsches Spiel‘ mal wieder die Polizei sich ziemlich idiotisch verhält und dadurch Spannung erzwungen werden soll. Natürlich müssen Krimis nicht realistisch sein. Ein Film, der sich am Alltag orientiert, wäre für die meisten vermutlich zu langweilig. Das heißt aber nicht, dass man einen Freischein erhält, einfach nur irgendwelchen Quatsch zu machen. Das ist schade, weil man dem Film schauspielerisch keinen Vorwurf machen kann.“